# Patrick Zachmann

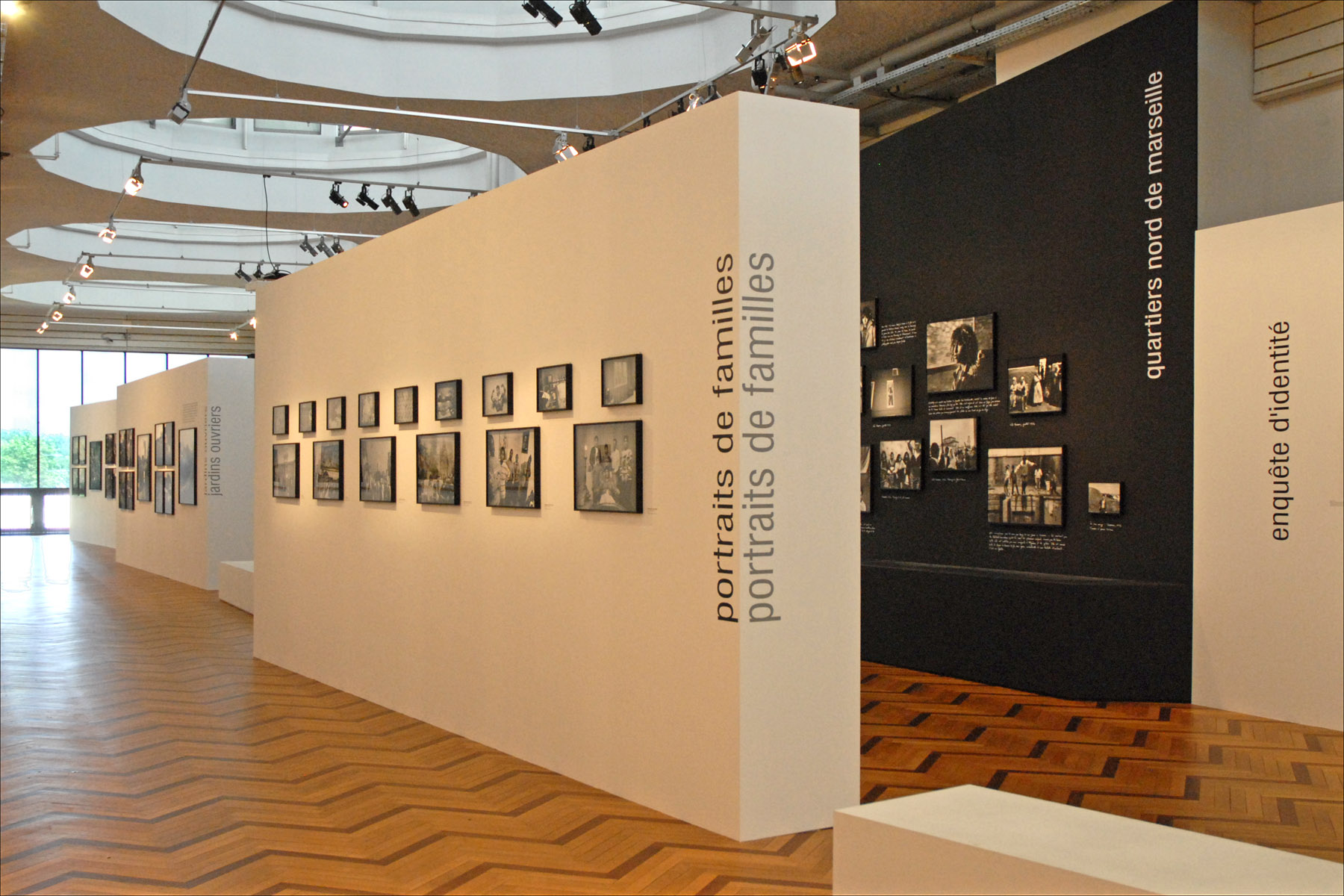
Výstava Ma proche banlieue, Patrick Zachmann - Photographies 1980-2007

Patrick Zachmann (* 18. srpna 1955 v Choisy-le-Roi) je francouzský fotograf a od roku 1985 je členem fotografické agentury Magnum Photos.

## Životopis
Zachmann pracuje jako fotograf na volné noze od roku 1976. Pracuje na dlouhodobých fotografických projektech na témata kulturní identity, paměti a imigrace. Jeho první projekt trval deset let. V letech 1977 až 1987 se věnoval autobiografickému tématu židovské identity.  V roce 1989 informoval o událostech na náměstí Nebeského klidu v Pekingu. V letech 1989 až 1995 se věnoval fotografické dokumentaci čínské diaspory. V roce 2009 Zachmann produkoval film o generaci Tian'anmen u příležitosti 20. výročí masakru na náměstí Nebeského klidu. V letech 2011–2012 fotografoval africké uprchlíky pod hlavičkou „mare mater“. Práce dokumentuje osud afrických přistěhovalců na cestě ze severní Afriky přes Středomoří do Evropy. Zachmann je od roku 1985 členem Magnum Photos a v roce 1990 se stal jedním z řádných členů.

## Citáty
Fotografem jsem se stal, protože nemám paměť. Fotografie mi umožňují rekonstruovat rodinná alba, která jsem nikdy neměl; chybějící obrázky se staly hnací silou mého výzkumu. Moje kontaktní kopie jsou můj osobní deník.

## Ceny a ocenění
- 1986: Prix Villa Médicis hors les murs
- 1989: Prix Niépce
- 1992: Art Directors Club Merit Award, New York
- 2007: Aide à la Création de la Délégation aux arts plastiques (DAP) du Ministère de la Culture, Paříž
- 2009: Prix du Beau livre de l'année pro Ma proche banlieue (vyd. Barral)
- 2016: Prix Nadar, za So Long, Čína, vyd. Xavier Barral

## Výstavy
- 1984/1987-1998: Enquête d’identité, Galerie Photo FNAC Forum, Paříž ; Galerie Magnum, Paříž ; Musée d'art et d'histoire du judaïsme, Paříž.
- 1995/1997-2000: W. ou l’œil d’un long-nez, Visa pour l'image, Perpignan, Francie ; Photographer’s Gallery, Londýn, Grande-Bretagne ; Sala Municipal, Valladolid, Španělsko; puis présentée dans dix pays d’Asie.
- 1997: Maliens, ici et là-bas, Parc de la Villette, Paříž.
- 2001-2004: Chili. Une mémoire en route, Musée des Beaux-Arts, Santiago de Chile, Chili ; Centre d'histoire de la résistance et de la déportation, Lyon, Francie; Festival international de photographie, Pingyao, Čína; Festival de photographie, Řím, Itálie; Galerie de l'Institut français de Barcelone, Španělsko.
- 2008: Confusions chinoises. Faux-semblants, Festival de photographies en plein air, La Gacilly.
- 2000: Ma proche banlieue, fotografie 1980–2007, Cité nationale de l’histoire de l’immigration, Paříž.
- 2010: Un jour, la nuit, Galerie Negpos, Nîmes.
- 2010: Paysages autoroutiers, Galerie Magnum, Paříž.